# Oliver Ewy
Oliver Ewy (* 1992 in Bonn) ist ein deutscher Schauspieler und Musiker.

## Leben
Ewy wuchs in seiner Heimatstadt Bonn auf. Bis 2011 besuchte er das Vinzenz-Pallotti-Kolleg, eine Privatschule in Rheinbach bei Bonn, das sich in Trägerschaft der Pallottiner befindet.

### Schauspielerei
2008 wurde Ewy bei einer offenen Audition von der Regisseurin Yvonne Schwartz ausgewählt und in das Nachwuchsensemble des Theaters der Bundesstadt Bonn eingeladen. Mit 15 Jahren war Ewy das bis dahin jüngste Mitglied des Ensembles. In den darauf folgenden Spielzeiten 2008/2009 und 2009/2010 folgten zwei Produktionen, darunter das Musical Sweet Little Sixty in der Halle Beuel, bei dem er solistisch mitwirkte.
2010 wurde Ewy von Intendant Moritz Seibert in das Nachwuchsensemble des Jungen Theaters Bonn aufgenommen. In der Produktion Krabat von Otfried Preußler übernahm er die Rolle des bösen Lyschko, des Handlangers des Meisters. Die Produktion stand in zwei Spielzeiten (2010/2011, 2011/2012) über 100-mal auf dem Spielplan.
2011 erhielt Oliver Ewy von Regisseur Jens Kerbel eine solistische Rolle in Kerbels Wiederaufnahme der Oper Eloise. Bei Kerbels Folgeproduktion Peer Gynt (Oper) von Henrik Ibsen spielte er die gleichnamige Hauptrolle des Peer Gynt.
Unter der Regisseurin Simona Furlani wirkte Ewy zwischenzeitlich als Gastschauspieler in Die Weber (Gerhart Hauptmann) und in Reigen (Arthur Schnitzler) mit. Ewy war auch an einigen Film- und TV-Produktionen beteiligt.
Im Sommer 2012 wurde der Schweizer Oscar-Preisträger Xavier Koller auf Ewy aufmerksam und engagierte ihn für die internationale Kinofilmproduktion Die schwarzen Brüder (2013). An der Seite von Moritz Bleibtreu und Richy Müller stand Ewy als Alfredo, Anführer der schwarzen Brüder, vor der Kamera. Der Film kam 2013 erstmals in die Kinos und zählte mit über 100.000 Kinobesuchern zu den erfolgreichsten Schweizer Kinofilmen des Jahres. Kollers Romanverfilmung erhielt zwei Nominierungen für den Schweizer Filmpreis 2014 und wurde unter anderem beim 44. Internationalen Filmfestival Kiew als Bester Kinderfilm ausgezeichnet.
2018 begannen die Dreharbeiten für Volevo nascondermi. Gemeinsam mit Elio Germano teilt sich Ewy die Hauptrolle des Künstlers Antonio Ligabue. Die biographische Verfilmung des italienischen Künstlers, der als bedeutendster Vertreter der Art brut gilt, war im Wettbewerb der 70. Internationale Filmfestspiele Berlin (Berlinale) für den Goldenen Bären nominiert. Die Weltpremiere fand im Rahmen des Festivals am 21. Februar 2020 im Berlinale Palast statt. 2022 arbeitete Ewy erneut mit Regisseur Giorgio Diritti für den Film Lubo (u. a. mit Joel Basman und Franz Rogowski) zusammen. Das kritische Drama über die Kinder der Landstraße, nach der Romanvorlage Il seminatore von Autor Mario Cavatore, war im Wettbewerb der 80. Internationalen Filmfestspiele von Venedig für einen Goldenen Löwen nominiert und kam am 9. November 2023 in die Kinos.
Mit dem deutsch-französischen Spielfilm Treasure – Familie ist ein fremdes Land (u. a. mit Stephen Fry) von Regisseurin Julia von Heinz ist Ewy zum zweiten Mal bei den Internationalen Filmfestspielen Berlin (Berlinale) vertreten.

### Musik
Oliver Ewy war neben seiner Tätigkeit als Schauspieler auch als Sänger tätig. Unter anderem kam er im Jahr 2009 in die Endrunde der TV-Show Beste Stimme von KiKA, ARD und ZDF. Zwischen 2007 und 2010 hatte er mit seiner Band doppelt so schlecht über 60 Konzertauftritte, u. a. als Vorband der Killerpilze. 2008 wurden Ewy und doppelt so schlecht durch den Fernsehsender RTL Zwei als beste Newcomer betitelt und hatten dadurch die Möglichkeit sich einen Auftritt bei The Dome 47 (u. a. mit The Rasmus und MIA.) in der SAP Arena Mannheim zu erspielen. Im finalen Zuschauervoting auf der Internetseite von The Dome musste sich die Band allerdings gegen den Lokalrivalen The Spoilt aus Köln geschlagen geben. Das Branchenmagazin regioactive.de bezeichnete die Band 2009 als „einen der heißesten Newcomeracts des Jahres“. Die Band löste sich nach der Albumproduktion 2011 auf.
Erste Gesangserfahrungen machte Ewy schon zu seiner Schulzeit im Alter von circa 10 Jahren im Knabenchor der Pallottiner, später sang er als Solist im Kinder- und Jugendchor des Bonner Opernhauses.
Ewy spielt die Instrumente Klavier und Cajón.

## Theater-Engagements
- 2008/2009: Verschwundene, Theater der Bundesstadt Bonn, Regie: Yvonne Schwartz
- 2009/2010: Sweet Little Sixty, Theater der Bundesstadt Bonn, Regie: Yvonne Schwartz
- 2010–2012: Krabat von Otfried Preußler, Junges Theater Bonn, Regie: Moritz Seibert
- 2011: Reigen von Arthur Schnitzler, Theater der Bundesstadt Bonn, Regie: Simona Furlani
- 2012: Die Weber von Gerhart Hauptmann, Theater der Bundesstadt Bonn, Regie: Simona Furlani
- 2012: Eloise von Karl Jenkins, Theater der Bundesstadt Bonn, Regie: Jens Kerbel
- 2012: Peer Gynt von Henrik Ibsen, Theater der Bundesstadt Bonn, Regie: Jens Kerbel
- 2012–2014: Das fliegende Klassenzimmer von Erich Kästner, Junges Theater Bonn, Regie: Volker Maria Engel
- 2021: Alles weitere kennen Sie aus dem Kino von Martin Crimp, Regie: Ina Halmágyi

## Filmografie (Auswahl)
- 2013: Die schwarzen Brüder, Kino, Regie: Xavier Koller
- 2020: Volevo nascondermi, Kino, Regie: Giorgio Diritti
- 2023: Lubo, Kino, Regie: Giorgio Diritti
- 2024: Treasure – Familie ist ein fremdes Land, Kino, Regie: Julia von Heinz